# Rząd Karla Auersperga
Rząd Karla Auersperga – rząd austriacki, rządzący Cesarstwem Austriackim od 30 grudnia 1867 do 1 lutego 1870.

## Skład rządu
- premier – Karl Wilhelm Philipp von Auersperg
- rolnictwo – Alfred Józef Potocki
- handel – Ignaz von Plener
- wyznania i oświata – Leopold Hasner von Artha
- finanse – Rudolf Brestel
- sprawy wewnętrzne – Carl Giskra
- sprawiedliwość – Eduard Herbst
- obrona krajowa – Eduard von Taaffe
- minister bez teki – Johann Berger